# Venezia Santa Lucia

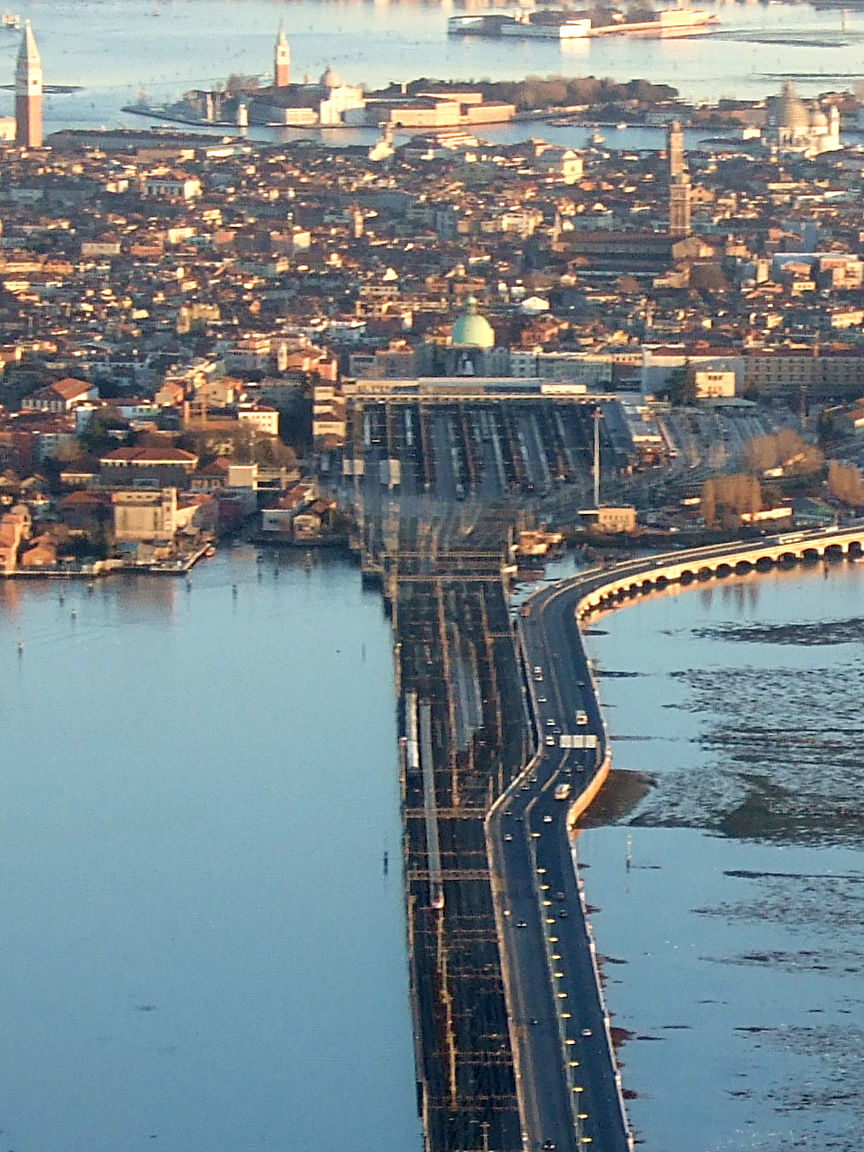
Az állomásra vezető híd a Velencei-lagúna felett

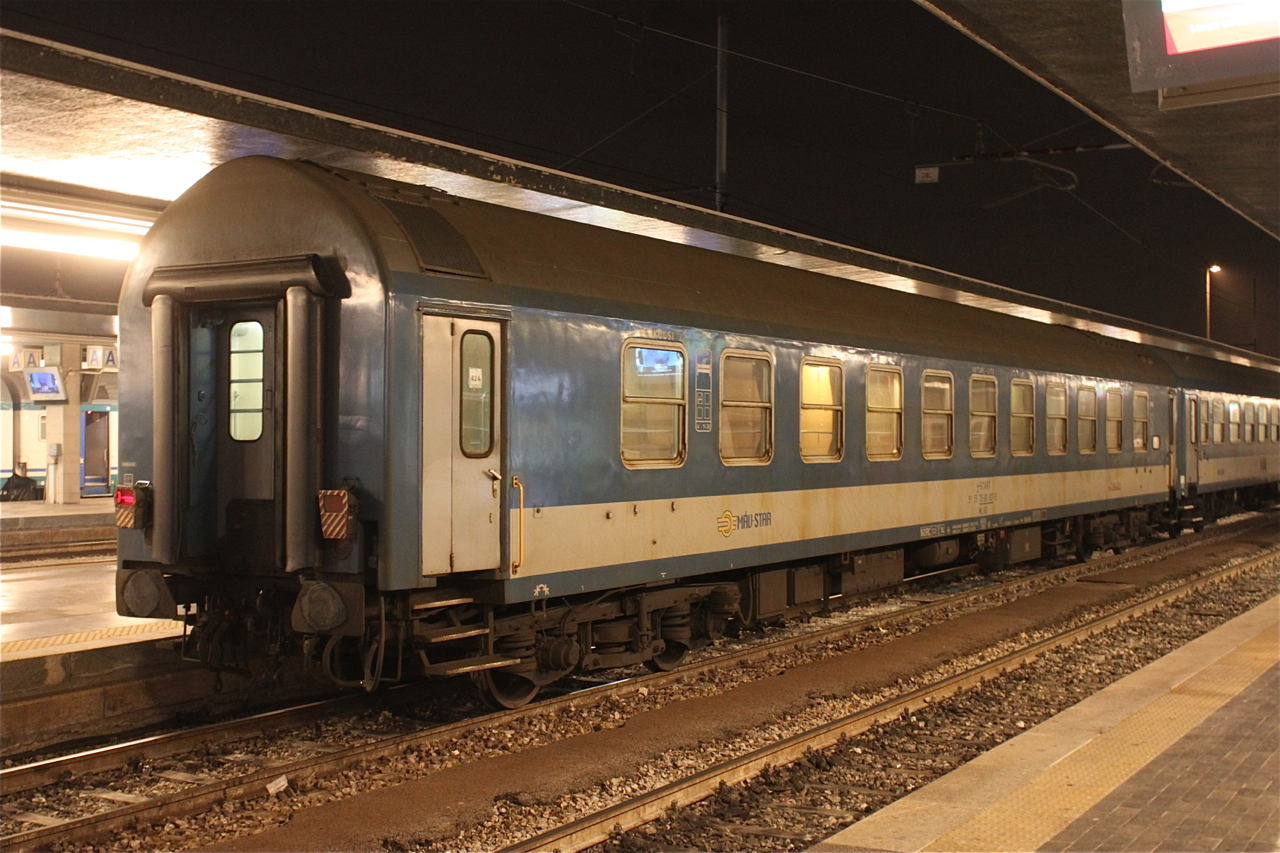
Magyar hálókocsi Velencében

Venezia Santa Lucia (a velencei nyelvben egyszerűen Stassion de Santa Łusia, azaz Szt. Lúcia pályaudvarnak szokás nevezni) egy vasúti fejpályaudvar Velencében, Olaszországban. Az állomás 1861-ben nyílt meg. Napjainkban számos olaszországi és nemzetközi vonat végállomása. Vonatok érkeznek ide Horvátországból és Németországból, továbbá ez a végállomása a híres Venice-Simplon Orient Expressnek is.
A Magyarországról érkező Venezia EuroNight 2011 végén a menetrendváltáskor megszűnt.
Az állomás 23 vágányára a napi kb. 450 járat több mint 82 000 utast szállít, évi 30 milliót. Egyike Olaszország 13 legforgalmasabb pályaudvarának.

## Tömegközlekedés
Az állomás előtti tér a vaparettók és vízitaxik fontos állomása.
Számos vonal érinti:
- 1 P.le Roma - Ferrovia - Rialto - San Marco - Lido
- 2 San Zaccaria - Giudecca - Tronchetto - P.le Roma - Ferrovia - Rialto - San Marco - (Lido)
- 41 Murano - F.te Nove - Ferrovia - P.le Roma - Giudecca - San Zaccaria - F.te Nove - Murano
- 42 Murano - F.te Nove - San Zaccaria - Giudecca - P.le Roma - Ferrovia - F.te Nove - Murano
- 51 Lido - F.te Nove - Ferrovia - P.le Roma - San Zaccaria - Lido
- 52 Lido - San Zaccaria - P.le Roma - Ferrovia - F.te Nove - Lido
- DM Murano - Ferrovia - P.le Roma - Tronchetto
- N San Zaccaria - Giudecca - Tronchetto - P.le Roma - Ferrovia - Rialto - San Marco - Lido (éjszakai vonal)

## Vasútvonalak
- Milánó–Velence-vasútvonal
- Velence–Trieszt-vasútvonal
- Trento–Velence-vasútvonal
- Velence–Udine-vasútvonal

## Képgaléria

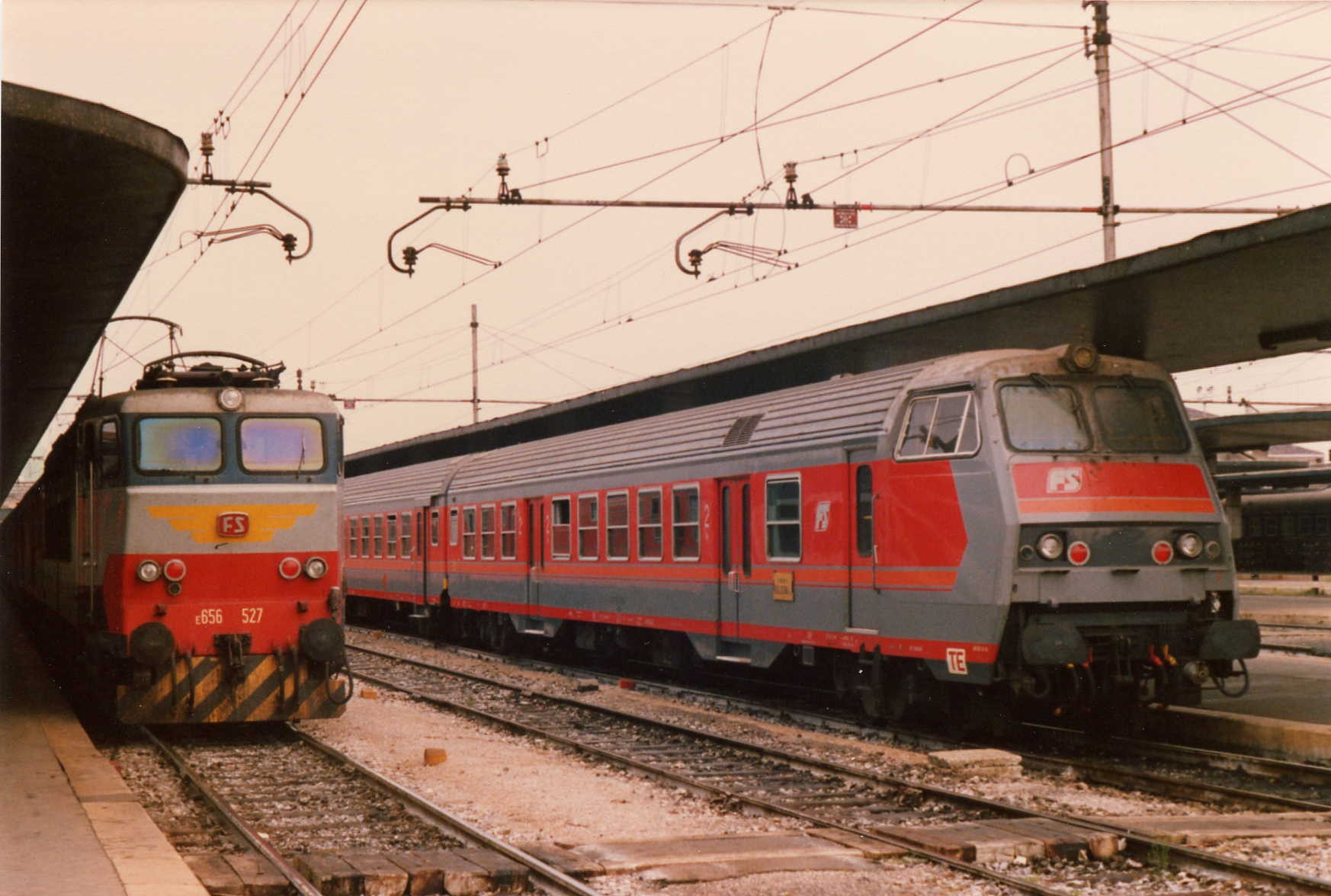
Vonatok az állomáson 1986. augusztus 27-én
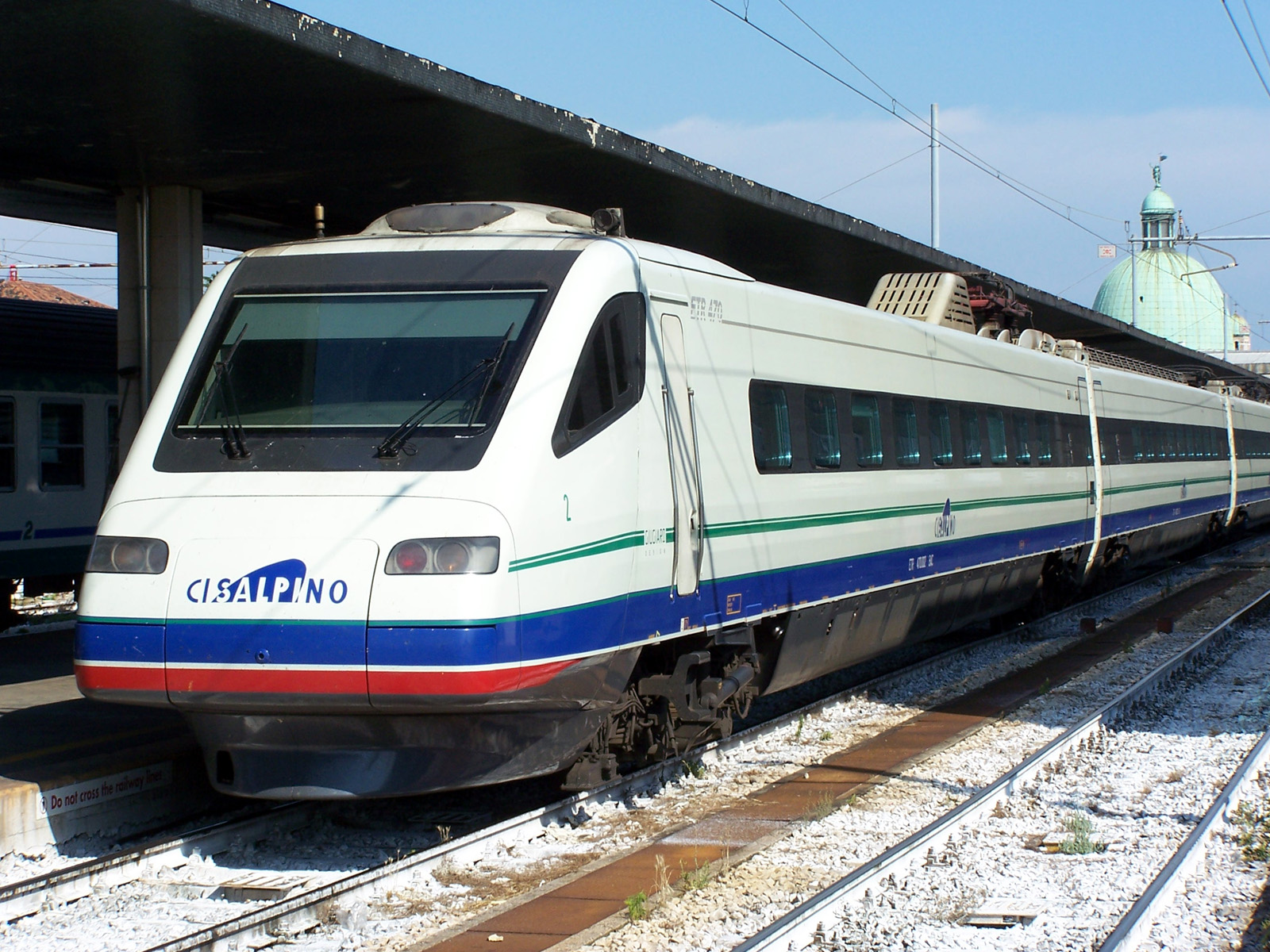
A Cisalpino szerelvénye
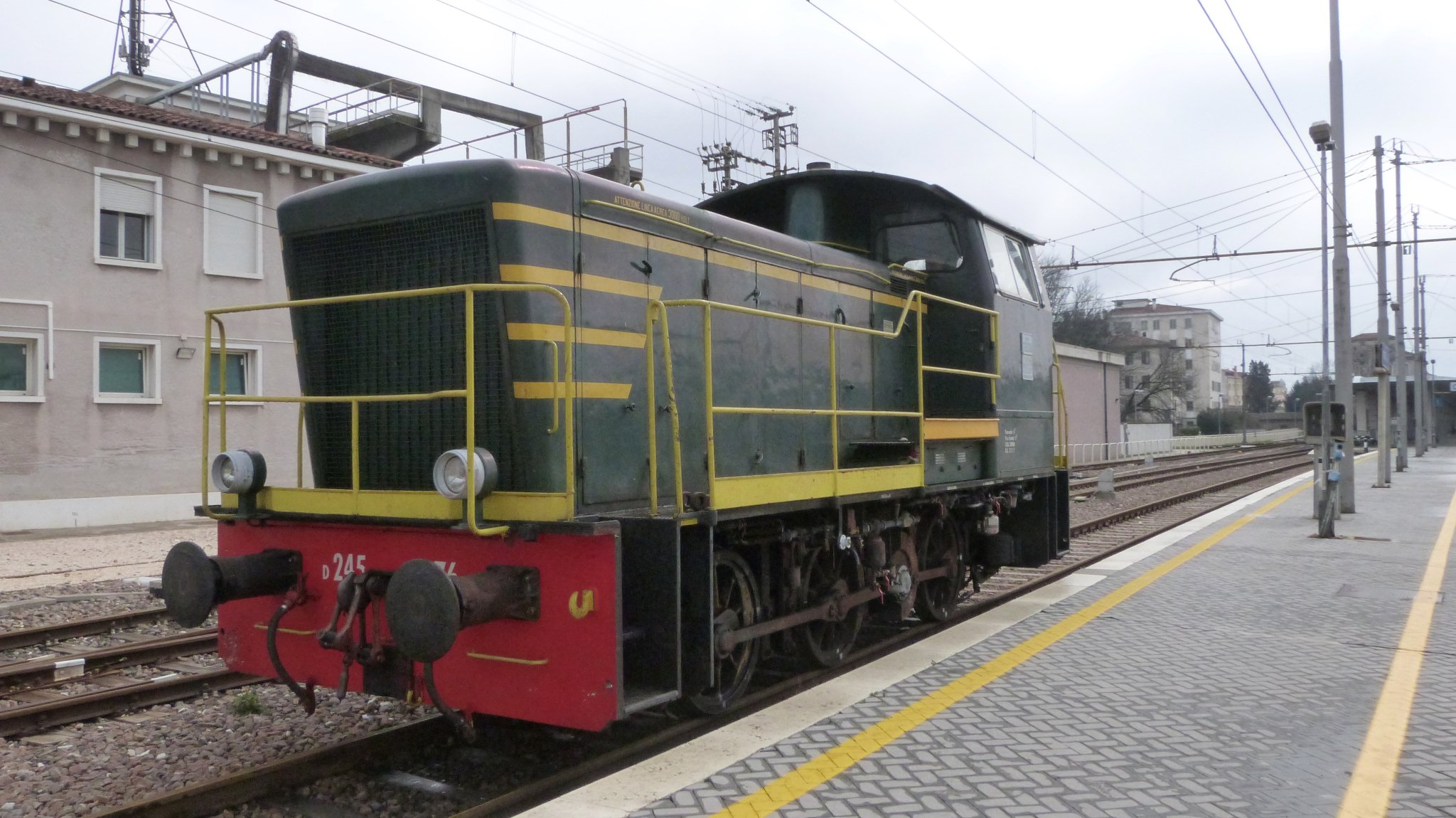
FS 245 sorozatú tolatómozdony az állomáson
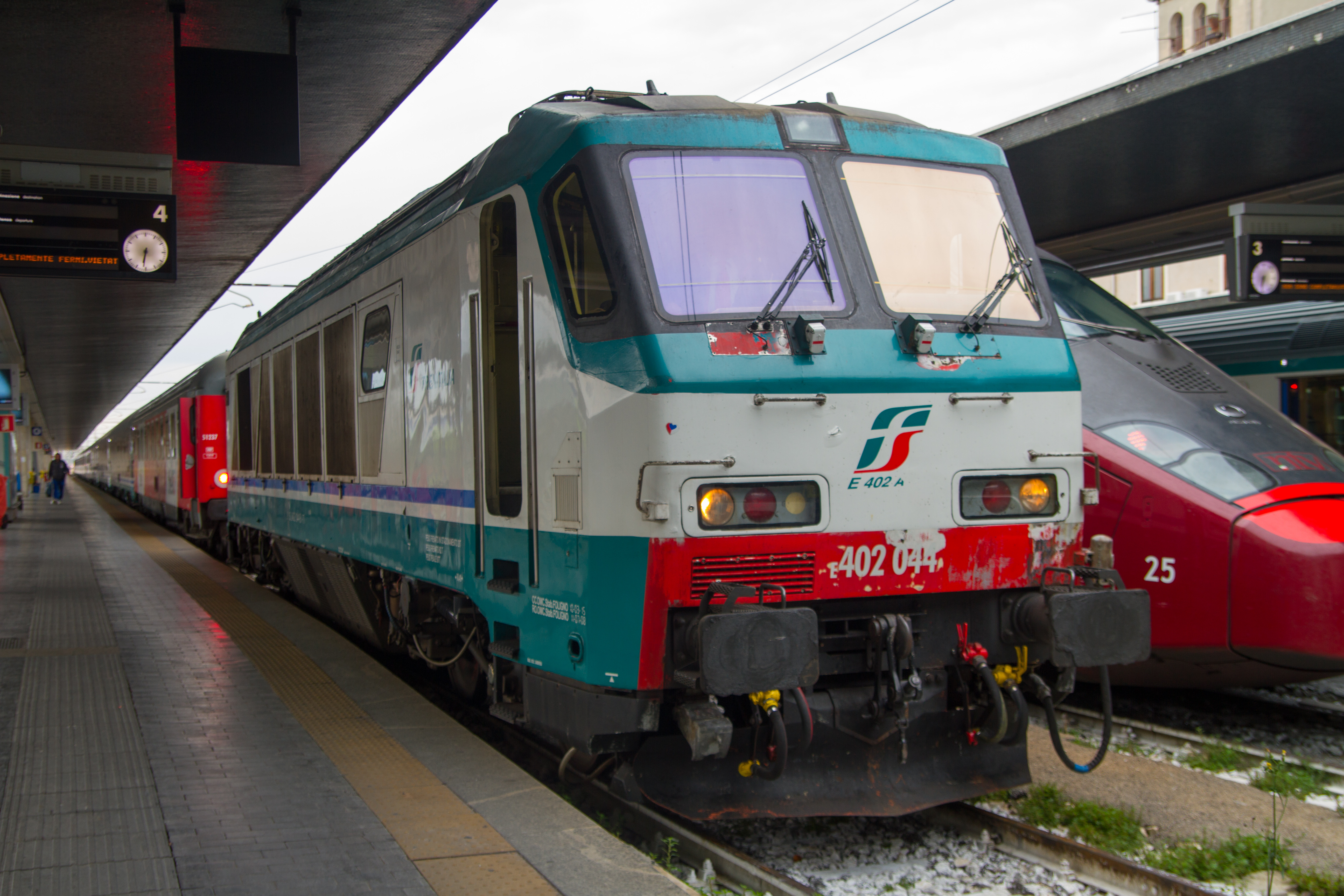
FS E402 sorozatú villamos mozdony
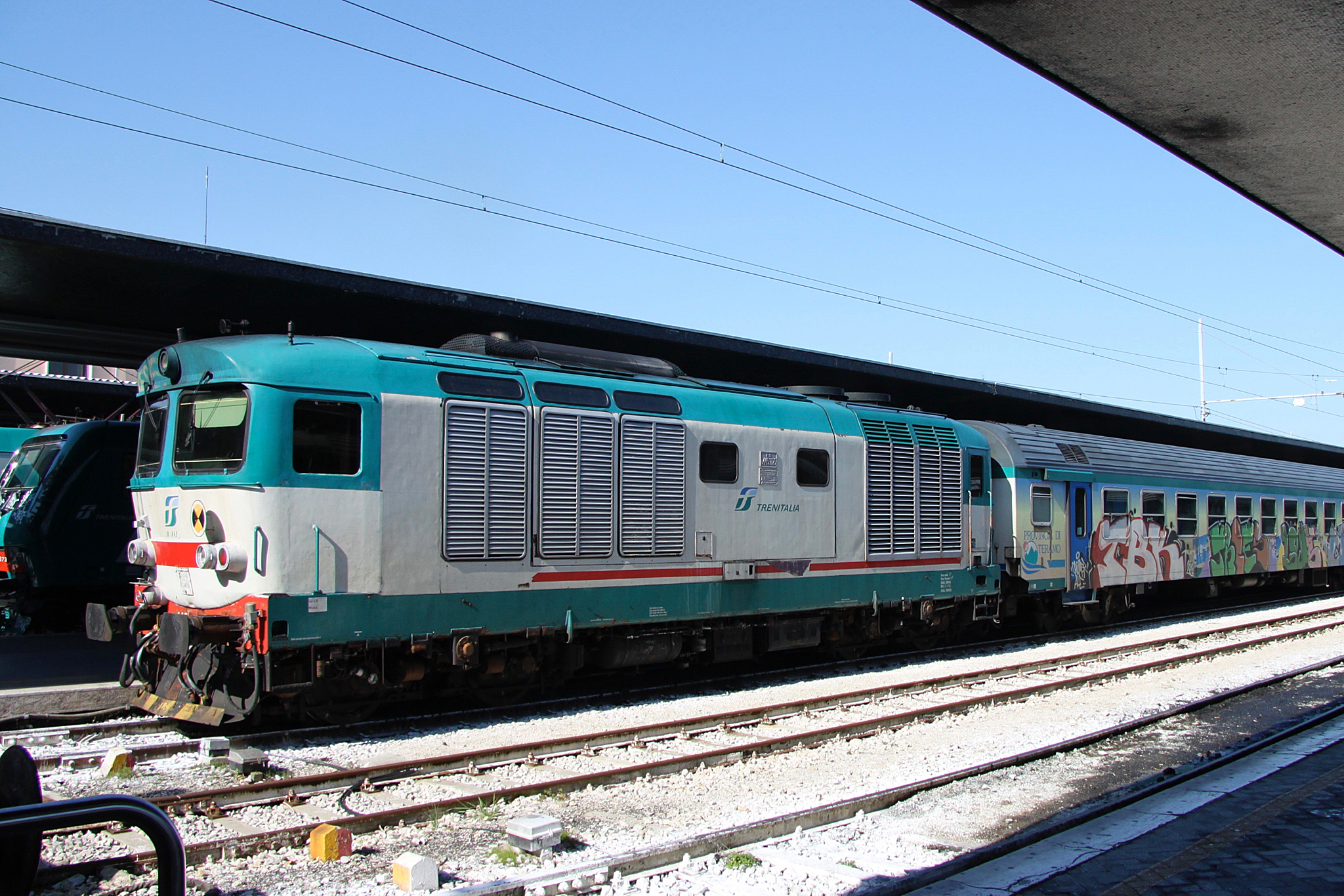
FS D445 sorozatú dízelmozdony
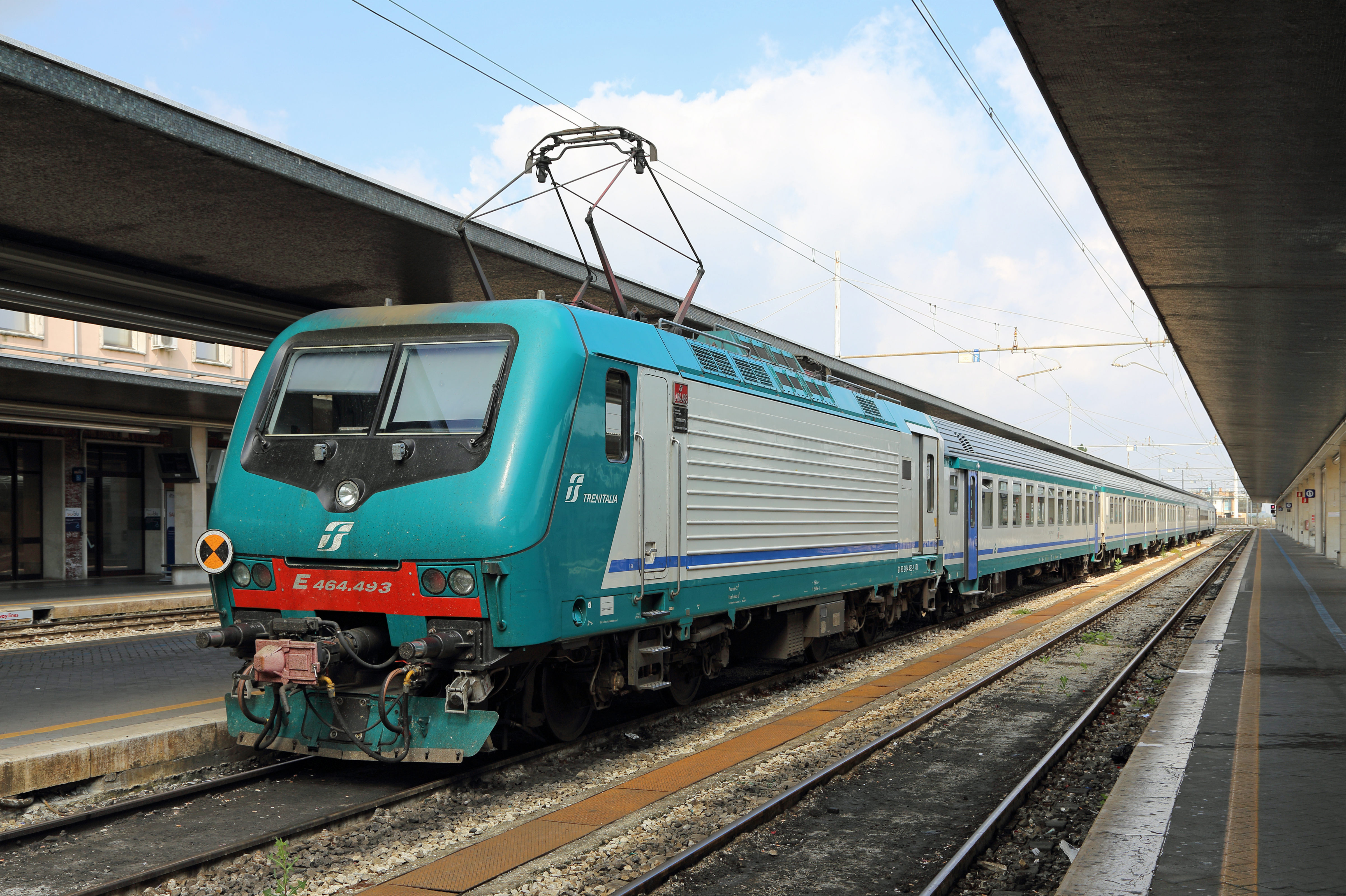
FS E464 sorozatú villamos mozdony ingavonattal
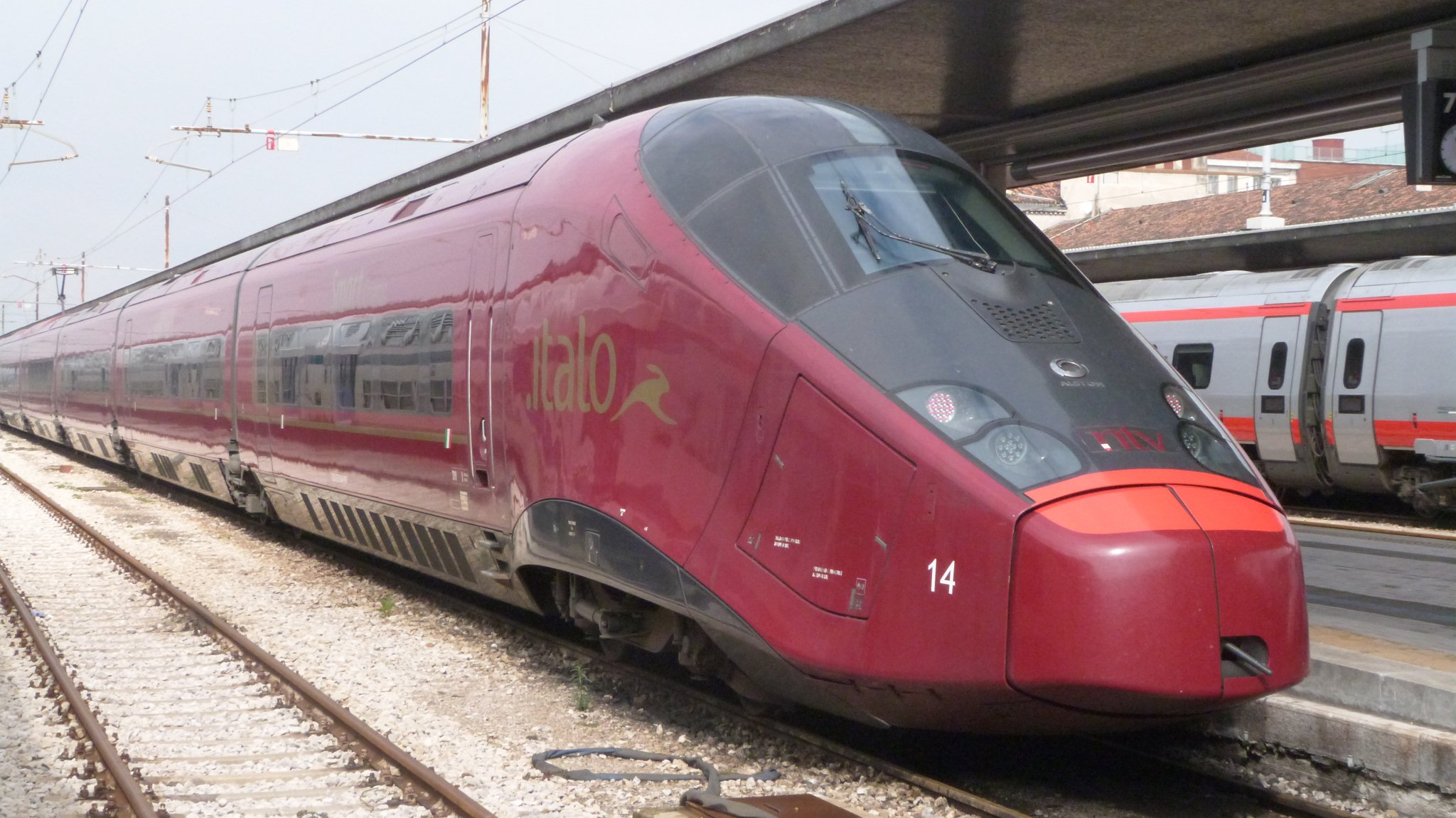
Az NTV magántársaság AGV motorvonata
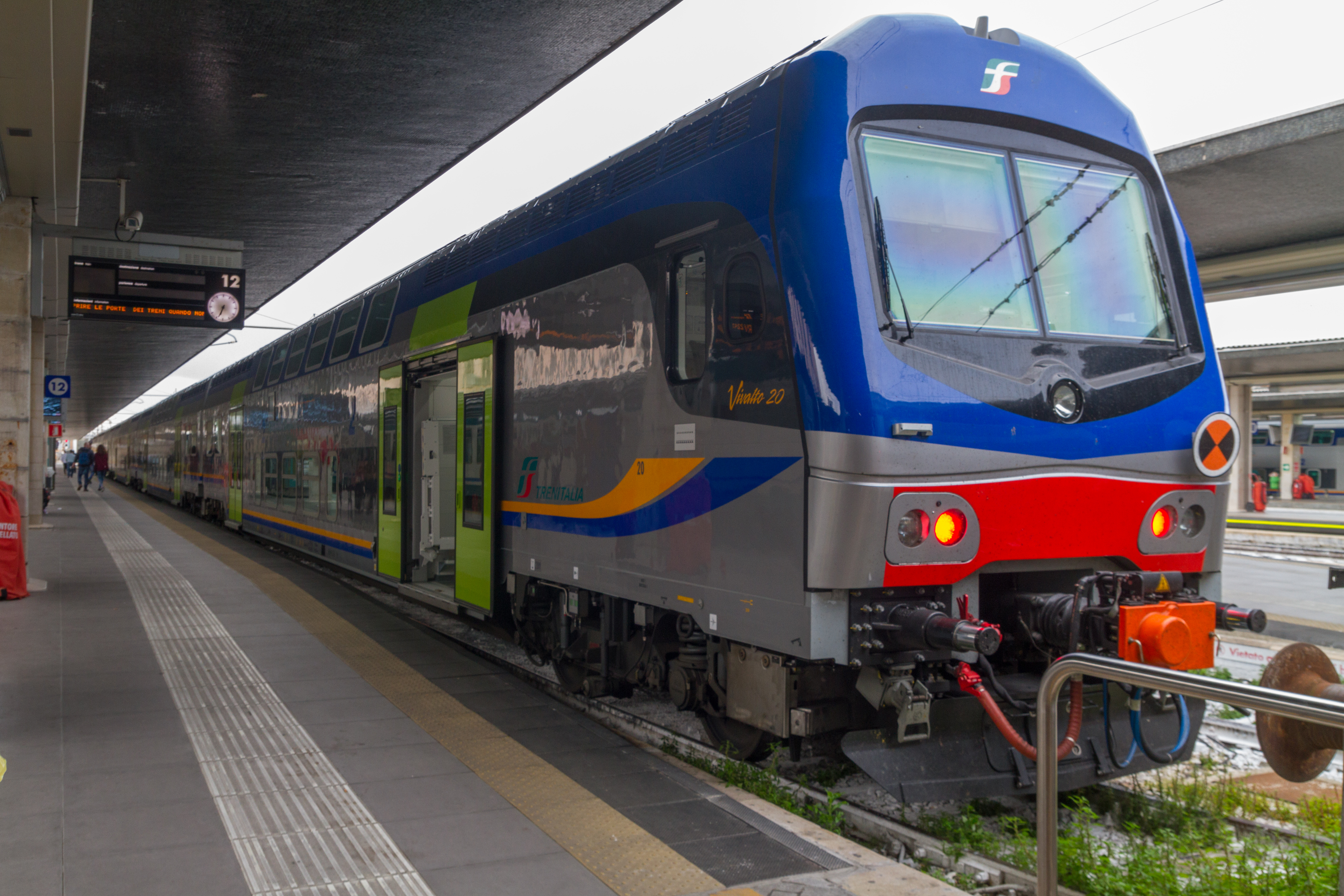
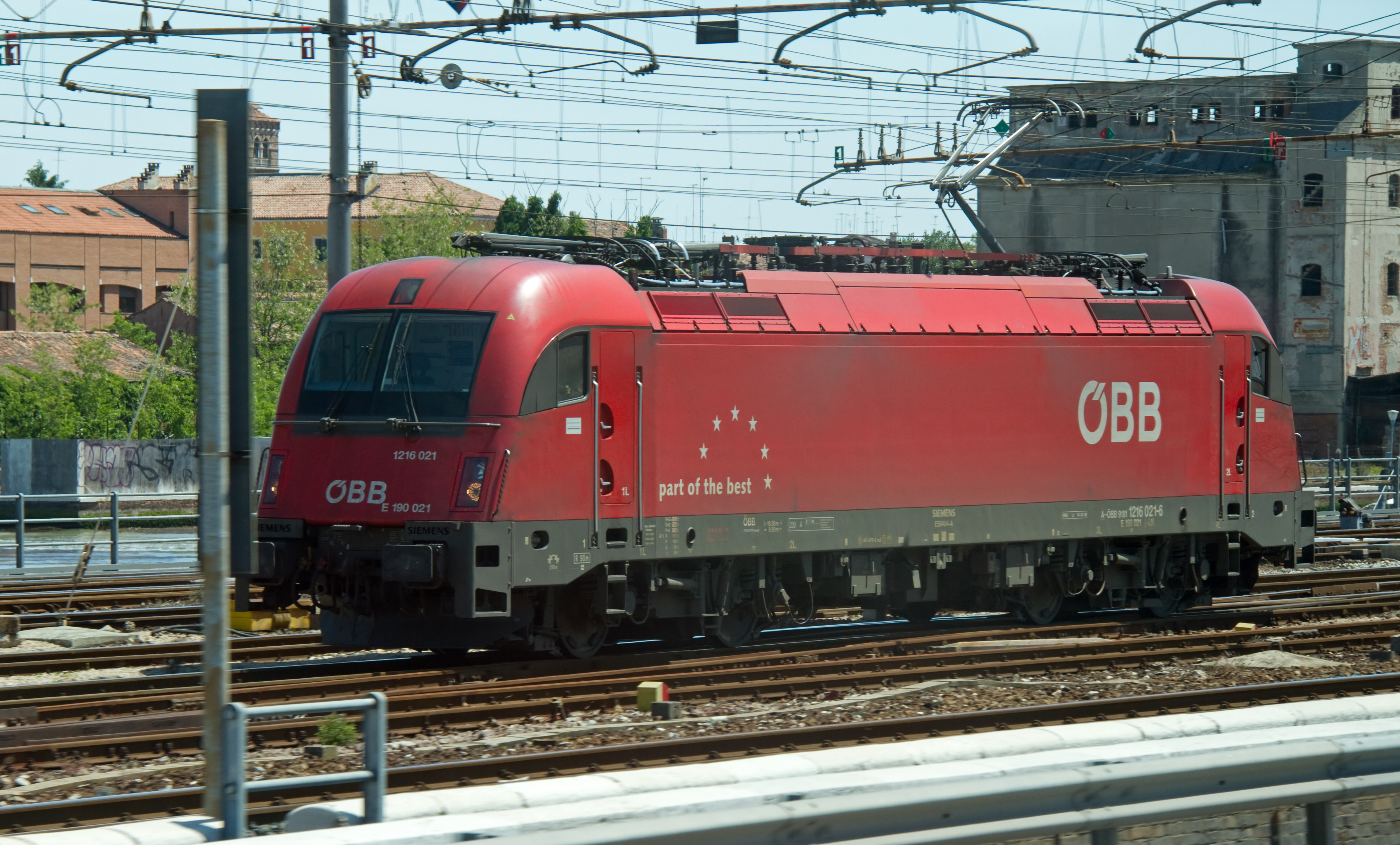
ÖBB 1216 sorozatú villamos mozdony
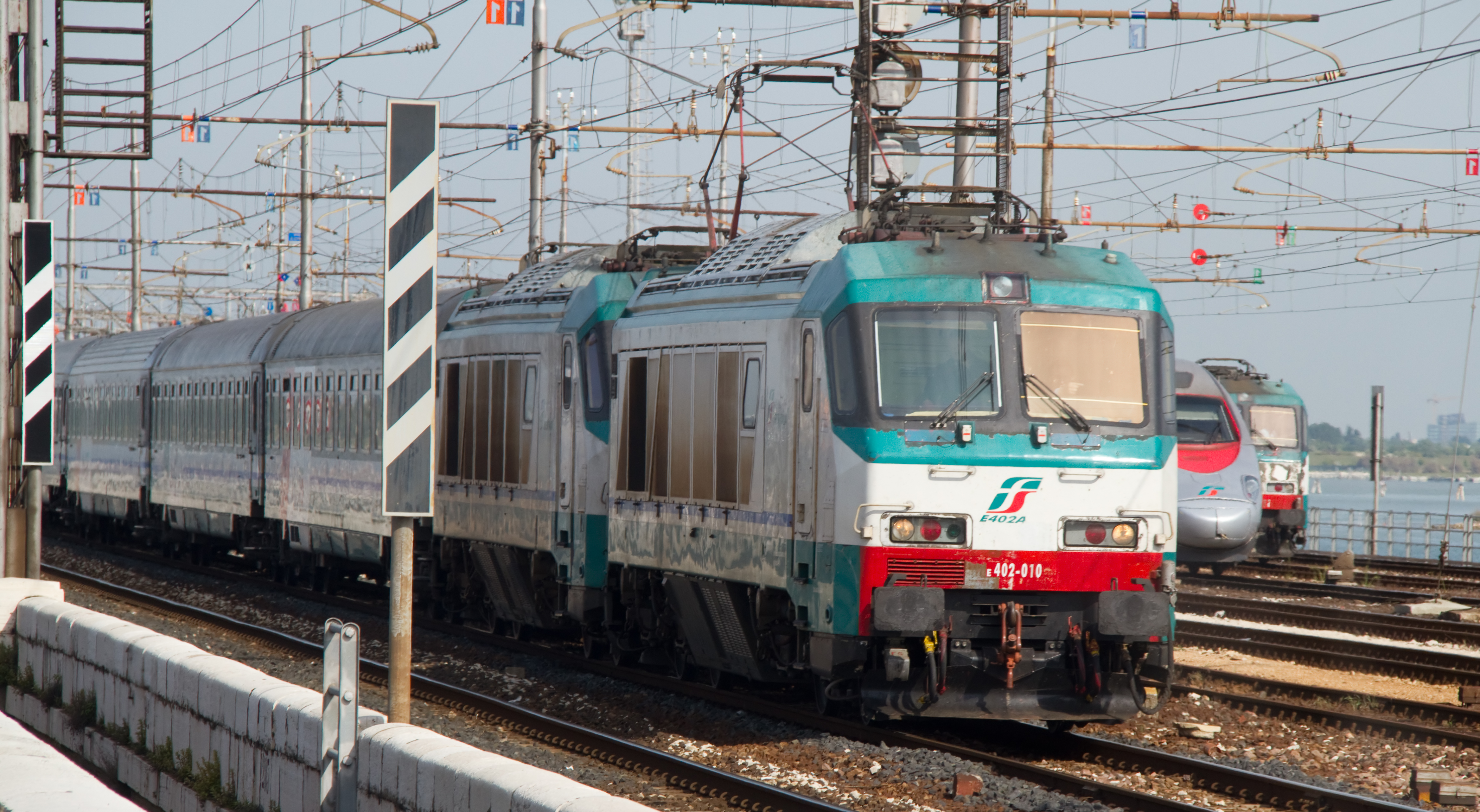
FS E402 sorozatú villamos mozdony
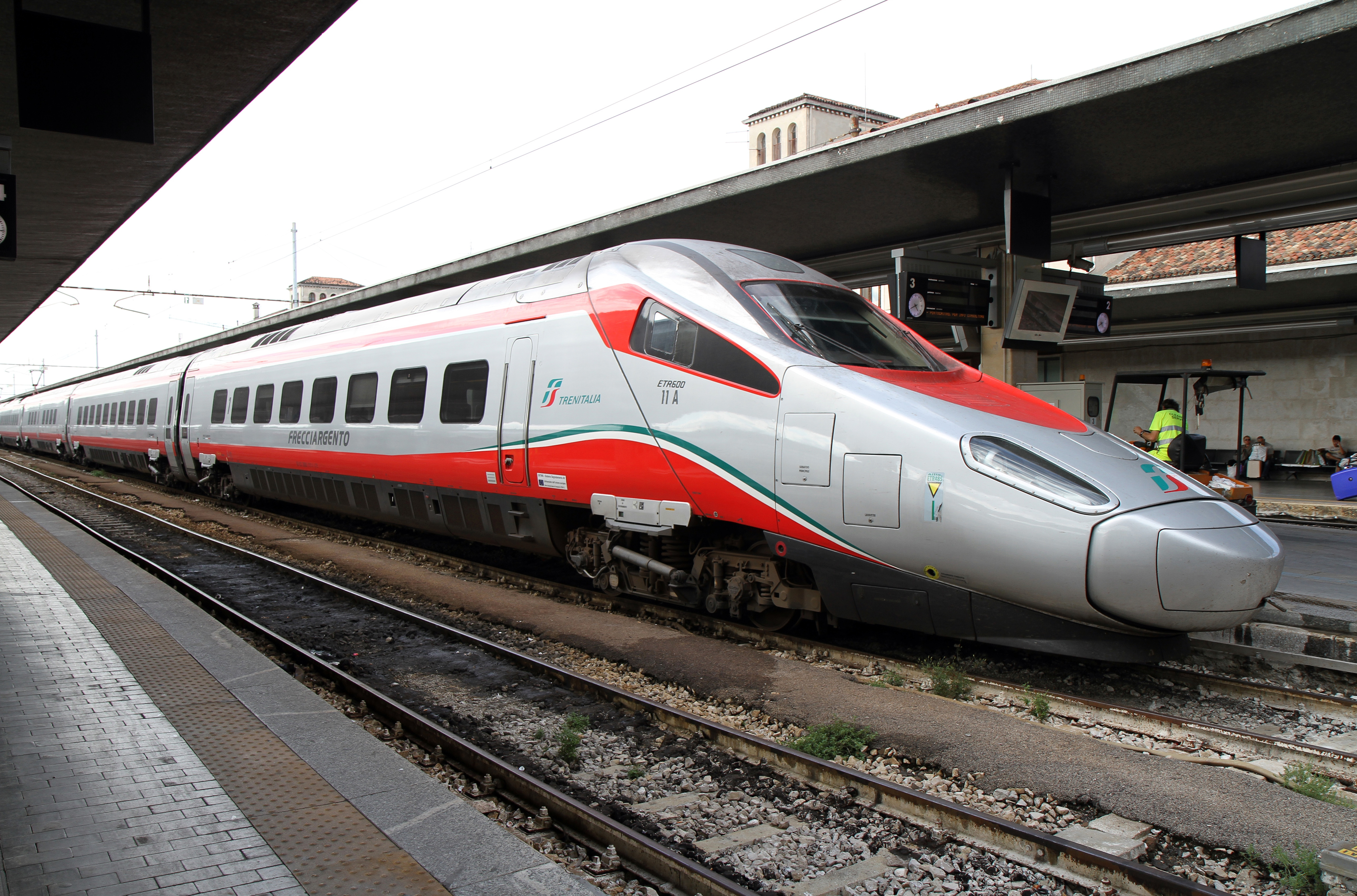
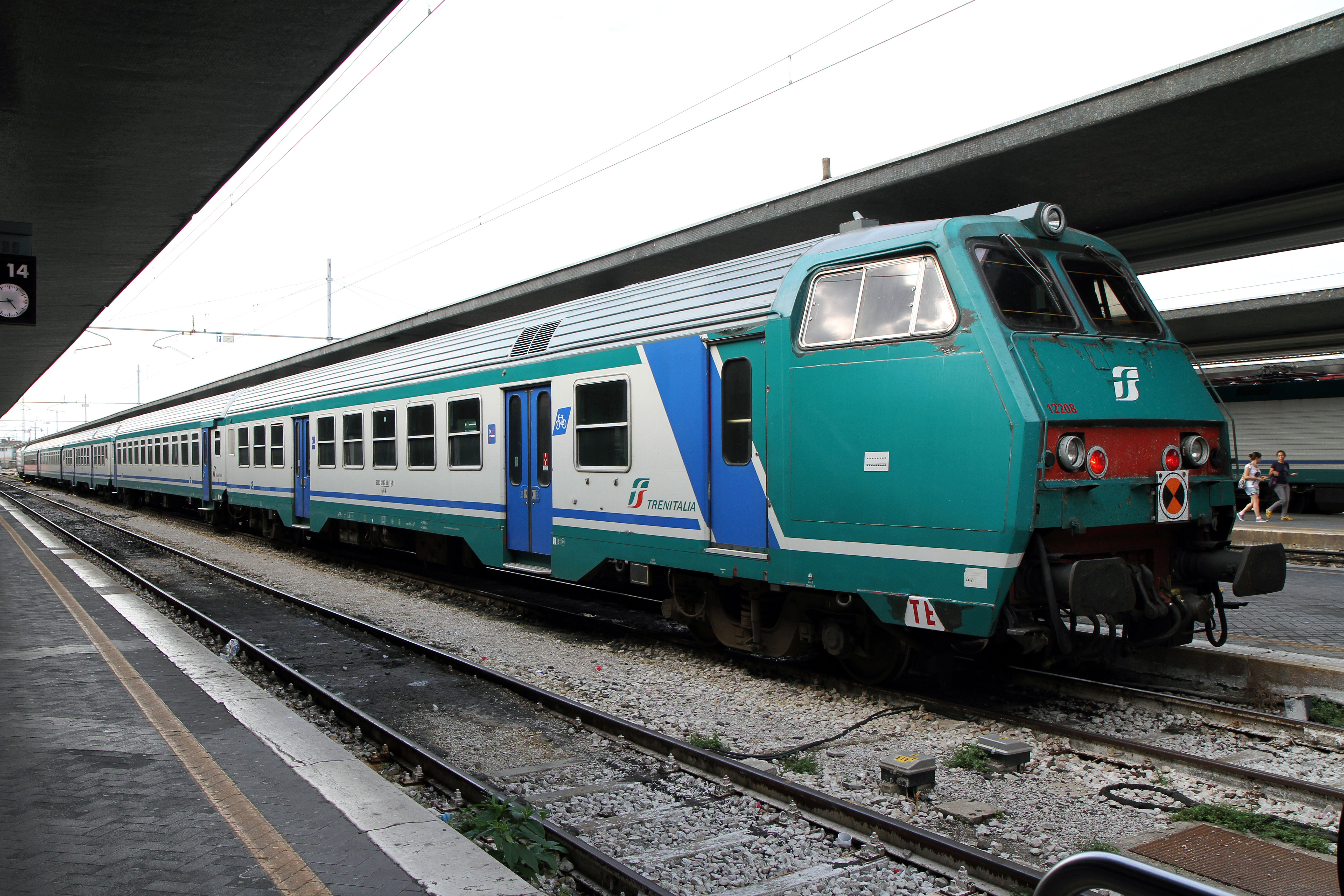
Ingavonat vezérlőkocsija